# Ejército Nacional Indio
El Ejército Nacional Indio (ENI; en hindi: Azad Hind Fauj, lit. 'Ejército Libre Indio') fue una unidad armada colaboracionista de colaboradores indios que lucharon bajo el mando del Imperio del Japón. Fue fundada por Mohan Singh en septiembre de 1942 en el Sudeste Asiático durante la Segunda Guerra Mundial.
Luchó bajo el mando del ejército japonés en la campaña británica en el Frente del Sudeste Asiático en la Segunda Guerra Mundial, con el objetivo de asegurar la independencia de la India del dominio británico. El ejército fue formado por primera vez en 1942 bajo Mohan Singh por prisioneros de guerra indios (PoW) del Ejército Indio Británico capturados por Japón en la Campaña de Malasia y Singapur. Este primer ENI, que había sido entregado a Rash Behari Bose y Mohan Singh, colapsó y se disolvió en diciembre de ese año después de diferencias entre sus líderes y el ejército japonés sobre su papel en la guerra de Japón en Asia. El INA fue entregado a Subhas Chandra Bose. Fue revivido bajo el liderazgo de Subhas Chandra Bose después de su llegada al Sudeste Asiático en 1943. El ejército fue declarado ejército de Arzi Hukumate Azad Hind (el Gobierno provisional para una India libre) de Bose. El ENI llegó a ser conocido como el ejército de la Independencia de la India.

## Historia
El Ejército Nacional Indio fue fundado por vez primera tras la derrota británica en la batalla de Singapur cuando tropas de la Commonwealth británica fueron vencidas por fuerzas militares del Ejército Imperial Japonés en febrero de 1942, durante la Segunda Guerra Mundial. Las tropas desplegadas por Gran Bretaña para la defensa de Singapur (así como de casi todas sus colonias en Asia estaban formadas por soldados de la metrópoli pero también por importantes contingentes de Australia y, sobre todo de la India Británica. Al capitular el mando militar británico quedaron en poder de los japoneses unos 40,000 prisioneros de guerra de nacionalidad india, los cuales fueron apreciados por Japón como base de unidades militares dispuestas a luchar por la independencia de la India, bajo mando militar japonés.
Inmediatamente después de la toma de Singapur el estado mayor japonés logró reclutar a los prisioneros indios para formar con ellos un "Ejército Nacional Indio" o ENI, dirigido por oficiales del Ejército Británico de la India que se hallaban también prisioneros, dependiendo de los japoneses para armamento y logística. No obstante, el mando militar japonés advirtió que solo habría capacidad logística para armar en Singapur a unos 14,000 soldados indios.
Estas tropas no llegaron a formar un ejército dispuesto para el combate debido a las discrepancias entre los líderes indios y el Estado Mayor japonés. Pese a que la propaganda japonesa tuvo éxito en convencer a los soldados indios de abandonar su lealtad al Raj Británico, hubo disputas al determinarse si el recién creado ejército lucharía solo por la liberación de la India o en toda campaña bélica que les fuera ordenada por Japón. En noviembre de 1942 el primer "Ejército Nacional Indio" fue disuelto y sus hombres devueltos mayoritariamente a los campos de prisioneros.
En febrero de 1943 el líder independentista indio Subhas Chandra Bose, exiliado en el Tercer Reich, lanzó una nueva campaña ante las autoridades japonesas para crear un gobierno provisional que expresara los anhelos de independencia de la India, reviviendo el "Ejército Nacional Indio" y poniéndolo a disposición de Japón. Este proyecto fue aceptado y Chandra Bose volvió a Asia en mayo de 1943, acudiendo a Tokio, donde consiguió que los japoneses reconstruyeran el Ejército Nacional Indio, entregándole armas, uniformes y pertrechos, y constituyendo en Rangún (Birmania) un gobierno indio en el exilio que promoviera la deserción entre las tropas indias sujetas al Raj Británico.
Los esfuerzos de Bose dieron frutos y en julio de 1943 había 12,000 ex prisioneros indios convertidos en soldados del nuevo ejército, el cual incluía una unidad femenina de combate, y que contaba con todos sus servicios bélicos y administrativos necesarios. Del mismo modo, usando la radio y volantes lanzados por avión, el Gobierno provisional de la India Libre (como se proclamó el régimen de Bose) alentaba a sus compatriotas a desertar de las filas británicas o a rebelarse directamente contra la metrópoli.
No obstante el eficaz proyecto de Bose, gran parte de los líderes independentistas de la India, reunidos en el Congreso nacional Indio, rechazaron esta línea de acción, temiendo que el gobierno imperial nipón usara al Ejército Nacional Indio tan sólo como tropas subordinadas para fines de propaganda. Además, tras varias condenas al imperialismo japonés en China y Manchuria, los líderes independentistas indios tenían muy poca confianza en las promesas de Japón de auspiciar la plena liberación de la India. Asimismo, las autoridades británicas lanzaron una campaña de propaganda y desprestigio contra el Ejército Nacional Indio en tanto era demasiado evidente su absoluta dependencia respecto de Japón y por tanto más dudosa su capacidad de "dirigir la liberación de la India". Su cuartel general estaba en Rangún, Birmania.
A lo largo del año 1943 el carisma de Chandra Bose logró que una fuente de reclutas fuera la comunidad india expatriada que residía en Indonesia, Malasia y Singapur, dirigiendo allí sus esfuerzos para no depender de reclutas sacados exclusivamente de campos de prisioneros. La prédica nacionalista de Bose ofrecía luchar por la liberación de la India y suprimir el Raj Británico, con su carga de racismo y opresión, para lo cual en un gesto de realpolitik Chandra Bose aceptaba la ayuda japonesa. 
Durante este periodo la actividad del Ejército Nacional Indio se basaba en pequeñas operaciones de guerrilla en la frontera indo-birmana, y la captación de desertores del Ejército Británico de la India. Esta táctica se empleaba porque las autoridades militares japonesas no habían entregado armas pesadas en número suficiente (cañones, ametralladoras, etc.) para que el E.N.I. actuase por su propia cuenta; durante ese periodo los japoneses aceptaron entrenar pilotos indios pues el E.N.I. carecía de aviación propia.
La primera actividad del ENI en combate fue en marzo de 1944 cuando el Ejército Imperial Japonés lanzó su largamente esperada invasión hacia la India, partiendo desde Birmania. Las unidades del E.N.I. se mostraron entusiastas por la lucha en la cual podrían participar expulsando a los británicos de la India, pero su elevada moral no pudo compensar sus deficiencias en armamento y logística, donde las tropas japonesas recibían un trato preferente. Los soldados del E.N.I. lucharon duramente en la Batalla de Imfal y en el sitio de Kohima, y lograron establecer una efímera pero muy simbólica administración en el territorio indio ocupado por los japoneses.
Las derrotas japonesas en las batallas de Imfal y Kohima (junio de 1944), causaron serias pérdidas al E.N.I., más por falta de armamento pesado adecuado que por impericia de sus jefes. Las relaciones del E.N.I. y el Ejército Imperial Japonés no pudieron romperse en tanto el Gobierno provisional para una India libre dependía de Japón en el plano político, diplomático y financiero, por lo cual el estado mayor del E.N.I. protegió su retirada hacia Birmania lo mejor que pudo. Más bien, las derrotas de Imfal y Kohima causaron algunas deserciones en las filas del E.N.I., con la consiguiente desmoralización.